# Larry Wilcox
Larry Wilcox (San Diego, 8 de agosto de 1947) é um ator estadunidense, mais conhecido por seu papel como o agente Jonathan "Jon" Baker no seriado de TV CHiPs.